# Alfons Macaya i Sanmartí
Alfons Macaya i Sanmartí   (Barcelona, 1878 - Barcelona, 14 d'abril de 1950) fou un dirigent esportiu català.

## Biografia
Va néixer en el si d'una de les famílies més destacades de l'alta burgesia barcelonina del segle XIX. El seu pare, Romà Macaya i Gibert, va ser un dels empresaris més importants de la Catalunya de la Febre d'Or, dedicat a la importació de cotó dels Estats Units. Alfons Macaya va ser educat en les escoles més prestigioses de Barcelona i en l'hàbit de la pràctica de l'esport, així com l'aprenentatge d'idiomes i l'educació musical. De jove destacà com a pianista. Encara solter, anà a viure al segon pis del Palau Macaya, on vivien els seus pares a la planta baixa i la família del seu germà Romà al primer pis.
El 1902 es casà amb Amelia Baixeras i Anguera, amb qui tingueren 4 fills. Amb el seu germà seguí el negoci del cotó del seu pare, fins que cap el 1908 els negocis van anar malament i van haver de vendre el Palau Macaya. A partir de 1914 s'associà amb Eusebi Bertrand i Serra, un dels grans importadors espanyols d’automòbils.
La seva activitat social va estar vinculada al món del motor, com a corredor en nombroses curses, però també al ciclisme, el rem, el tenis i finalment el golf. Fou president honorari de l'Hispània Athletic Club de Barcelona, entitat futbolística sorgida de la fusió de l'Escocès FC i el Team Roig de Sant Andreu de Palomar, que va existir entre 1900 i 1903 i tenia seccions d'atletisme i tennis. Fou el promotor de la Copa Macaya de futbol, precedent de la Copa Catalunya i primer torneig disputat a l'estat espanyol, que se celebrà entre el 1900 i el 1903, en oferir un trofeu de plata perquè diferents clubs el disputessin en format de lliga. També presidí la Federació Catalana de Tennis (1906-1909) i el Reial Club de Tennis Barcelona (1929-1935). El 1927 fundà a Sitges, juntament amb Salvador Casacuberta, el Terramar Golf Club, del qual fou el seu primer president, fins al 1931.
Al marge del món de l'esport, va ser soci fundador del Centro Algodonero Nacional, primer president de l'Associació de Bibliòfils de Barcelona, fundada el 1943, i vicepresident de l'Associació Amics dels Museus, va col·laborar amb el Centre Excursionista de Catalunya, el 1909 va formar part de la Junta de la Biblioteca Arús.